# Le Locle
Le Locle es una ciudad y una comuna suiza del cantón de Neuchâtel, capital del distrito de Le Locle. Desde el año 2009, la ciudad, junto con La Chaux-de-Fonds, es Patrimonio de la Humanidad de la Unesco.

## Generalidades
Le Locle está situada en las montañas del Jura, a pocos kilómetros de la ciudad de La Chaux-de-Fonds. Limita al noroeste con la comuna de Les Brenets, al noreste con Les Planchettes y La Chaux-de-Fonds, al este y sureste con La Sagne, al sur con Les Ponts-de-Martel y La Chaux-du-Milieu, y al suroeste con Le Cerneux-Péquignot y Villers-le-Lac (FR-25). Es la tercera ciudad más pequeña de Suiza (en Suiza una comuna necesita tener más de 10 000 habitantes para ser considerada ciudad).
Le Locle es el centro de la industria relojera suiza. Es la sede de varias empresas del sector como, Tissot, Ulysse Nardin, Mido y Zenith. La ciudad posee uno de los primeros museos sobre relojería del mundo, el Musée d'Horlogerie du Locle, Château des Monts, localizado en una hacienda del siglo XIX en una colina al norte de Le Locle. En una cueva, a un kilómetro al oeste del centro de la ciudad, se encuentran varios molinos subterráneos restaurados de aceite y granos.

## Sitio Patrimonio de la Unesco
El urbanismo relojero de Le Locle y de La Chaux-de-Fonds ha sido reconocido por la Unesco por su valor universal y excepcional, en junio del año 2009. De esta forma se convierte en el décimo emplazamiento suizo que pasa a formar parte del Patrimonio cultural de la Humanidad y se une al casco antiguo de la ciudad de Berna, al ferrocarril rético o a la abadía de San Galo.

## Ciudades hermanadas
- Gérardmer (Francia)
- Sidmouth (Reino Unido)